# Uncinia macloviana
Uncinia macloviana là loài thực vật có hoa trong họ Cói. Loài này được Gaudich. miêu tả khoa học đầu tiên năm 1829.